# Rudolf Welser

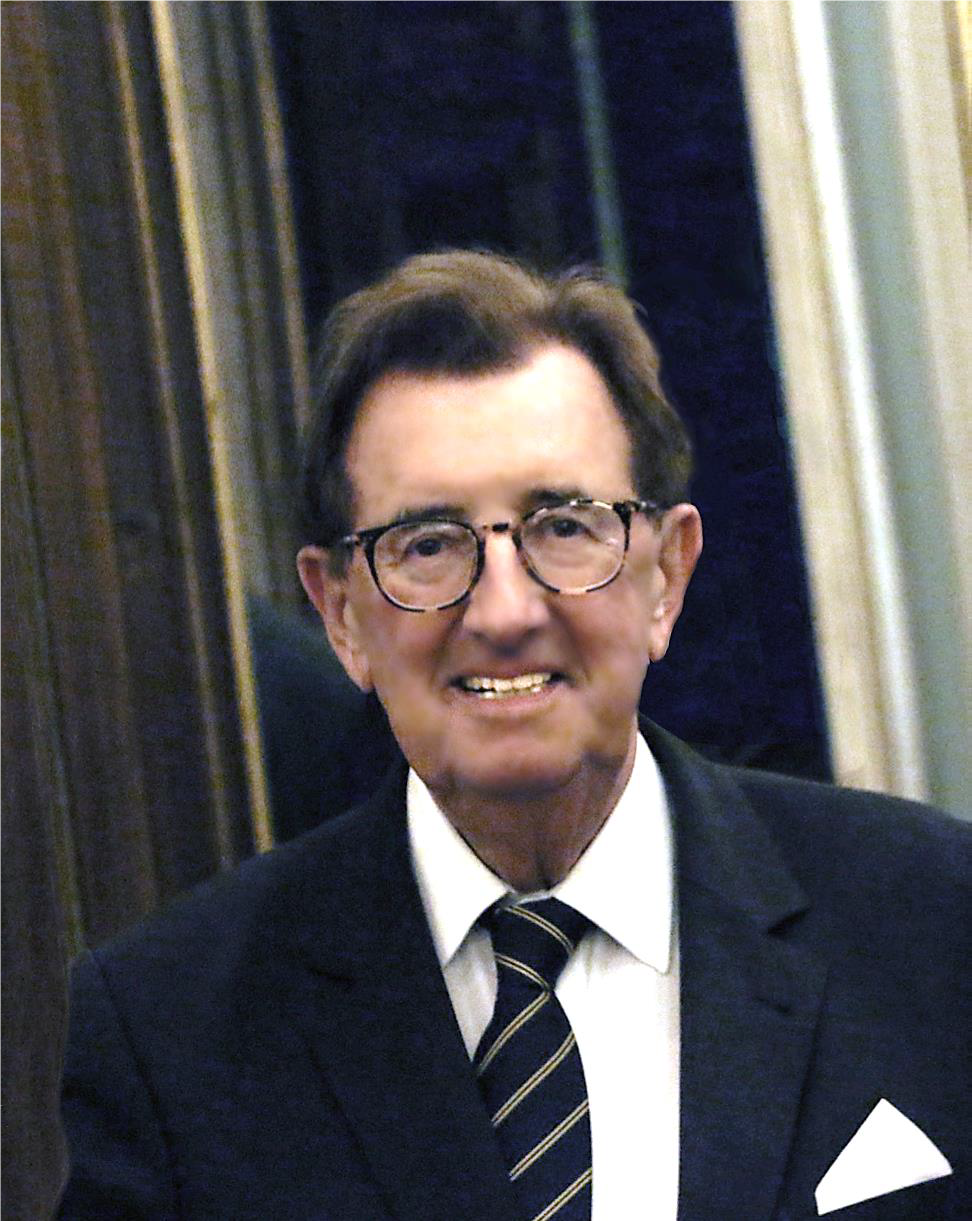
Rudolf Welser (2018)

Rudolf Welser (* 1. September 1939 in Ybbsitz; † 5. Mai 2024 in Wien) war ein österreichischer Rechtswissenschafter, Autor und Schriftsteller. Er leitete die Forschungsstelle für Europäische Rechtsentwicklung und Privatrechtsreform am Institut für Zivilrecht der Universität Wien.

## Leben und Wirken
Rudolf Welser beendete sein rechtswissenschaftliches Studium an der Universität Wien im Jahre 1963 mit der Promotion zum Doktor der Rechtswissenschaften. Er absolvierte die Gerichtspraxis und wurde Universitätsassistent an den Lehrkanzeln für zivilgerichtliches Verfahren und für bürgerliches Recht an der Universität Wien. 1970 habilitierte er sich mit der Arbeit „Vertretung ohne Vollmacht, Zugleich ein Beitrag zur Lehre von der culpa in contrahendo“ für bürgerliches Recht. Als Universitätsdozent erhielt er unmittelbar danach Berufungen auf Lehrstühle an den Universitäten Innsbruck, Linz und Wien. Er nahm den Ruf nach Wien an und wurde so von 1971 bis 2007 Ordinarius für bürgerliches Recht und Vorstand des Instituts für Zivilrecht an der Rechtswissenschaftlichen Fakultät. In den Jahren 1981 bis 1983 war Welser Dekan der Rechtswissenschaftlichen Fakultät, von 1988 bis 2007 Sprecher der Professorenkurie dieser Fakultät. 1975 bis 1980 hielt er als Gastprofessor für Versicherungsrecht auch Lehrveranstaltungen an der Wirtschaftsuniversität Wien. Heute ist Welser Ehrendoktor der Kültür-Üniversitesi Istanbul, der Vasile-Goldis-Universität Arad, der Eötvös-Loránd-Universität Budapest, der Neuen Universität Laibach und der Nationalen und Kapodistrias Universität Athen; ferner Mitglied der Polnischen Akademie der Wissenschaften und Künste (PAU).
Rudolf Welser wirkte im Bundesministerium für Justiz an zahlreichen privatrechtlichen Reformen mit, vor allem im Bereich des Gewährleistungsrechts und des Erbrechts.
1970/71 verfasste Welser gemeinsam mit seinem Kollegen Helmut Koziol das zweibändige Lehrbuch des bürgerlichen Rechts („KW“), das im In- und Ausland als Standardwerk des österreichischen Privatrechts gilt. Es erscheint derzeit in 15. Auflage und wurde seit 1970 in einigen 100.000 Exemplaren gedruckt.
Seit 2007 leitete Rudolf Welser die Forschungsstelle für Europäische Rechtsentwicklung und Privatrechtsreform an der Rechtswissenschaftlichen Fakultät der Universität Wien. Der wissenschaftliche Schwerpunkt der Forschungsstelle liegt in der Auseinandersetzung mit dem Privatrecht der CEE-Staaten. An dem an der Forschungsstelle bestehenden „Wiener Arbeitskreis“ nehmen Professoren von den meisten Universitäten Zentral- und Osteuropas teil. Die Mitglieder des Arbeitskreises referieren jährlich bei den meist in Wien stattfindenden Tagungen über bestimmte privatrechtliche Themen aus Sicht ihrer Rechtsordnungen. Seit einigen Jahren steht die Befassung mit Fragen des EU-Rechts, vor allem die Umsetzung von EU-Richtlinien in den einzelnen CEE-Staaten, im Vordergrund.
Rudolf Welser starb am 5. Mai 2024 im Alter von 84 Jahren. Er wurde am Hietzinger Friedhof bestattet.

## Veröffentlichungen
Zusammen mit Helmut Koziol war Rudolf Welser Verfasser des zweibändigen Standardwerks zum österreichischen Zivilrecht, des „Koziol/Welser“, Band I (15. Aufl., 2018, bearbeitet von Kletecka) und II (14. Aufl., 2015, bearbeitet von Welser und Zöchling-Jud). Darüber hinaus ca. 300 Veröffentlichungen auf allen Gebieten des Privatrechts. Zuletzt erschien sein großer Erbrechtskommentar in Neuauflage (2019), ebenso ein Lehrbuch des Erbrechts. Welser war auch Herausgeber der Veröffentlichungen der Forschungsstelle für Europäische Rechtsentwicklung und Privatrechtsreform, die derzeit aus 15 Bänden bestehen.
Welser verfasste auch acht Bücher mit humoristischem Inhalt, so „Recht lustig“, „Käsegeruch ist erfahrungsgemäß unangenehm“, „Grammophon ist kein Vorname“, „Eier können nicht gefangen werden“, „Hafer für den Amtsschimmel“, „Hunde riechen nicht ums Eck“, „Quatsch wird nicht protokolliert“ und „Böses über die Juristen“. Mehrere Veröffentlichungen hatte er im Programm der Wiener Staatsoper, auch des Wiener Konzerthauses, dazu kamen zahlreiche Lesungen humoristischer Texte, Aufnahmen auf Schallplatte und CD, z. B. „Für Geistervertreibungen fehlt die gesetzliche Grundlage“.
Als Kinderbuch verfasste er 2020 ein Lexikon mit dem Titel Mama, Papa, was ist Recht?.

## Auszeichnungen
- 1967 Theodor-Körner-Preis
- 1970 Kardinal-Innitzer-Preis
- 1979 Walther Kastner-Preis
- 2004 Wissenschaftspreis des Landes Niederösterreich
- 2005 Großes Silbernes Ehrenzeichen für Verdienste um die Republik Österreich
- 2005 Goldener Ehrenring der Marktgemeinde Ybbsitz
- 2008 Goldenes Ehrenzeichen für Verdienste um das Land Wien
- 2009 Gedenkmedaille der Stefan Luby-Stiftung (Universität Trnava)
- 2010 Ehrenmitglied des Richard-Wagner Verbandes Wien
- 2010 Österreichisches Ehrenkreuz für Wissenschaft und Kunst I. Klasse
- 2010 Ehrendoktorat der Kültür-Üniversitesi Istanbul[4]
- 2012 Ehrenzeichen für Wissenschaftliche Verdienste um das Österreichische Notariat
- 2012 Ehrendoktor der Vasile-Goldiș-Universität Arad[5]
- 2013 Ehrenbürger der Marktgemeinde Ybbsitz
- 2013 Ehrenhalber Erneuerung des Doktorats der Rechtswissenschaften durch die Universität Wien – Goldenes Doktordiplom
- 2013 Mitglied der Polnischen Akademie der Wissenschaften und Künste (PAU)
- 2014 Silbernes Komturkreuz des Ehrenzeichens für Verdienste um das Bundesland Niederösterreich
- 2015 Goldene Ehrenmedaille des Rumänischen Wissenschaftsministeriums und der Vasile-Goldis-Universität Arad
- 2019 Ehrendoktor der Eötvös-Loránd-Universität[6]
- 2019 Beschluss der Nationalen und Kapodistrias Universität Athen auf Verleihung des Ehrendoktorates
- 2019 Ehrendoktor der Neuen Universität Laibach